# Retropropagació neural

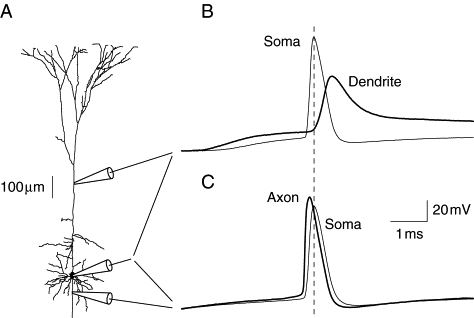
Aquest diagrama mostra com arriba l'espiga de tensió dendrítica després de la despolarització de l'axó i el soma.

La retropropagació neural és el fenomen en el qual, després que el potencial d'acció d'una neurona crea un pic de tensió cap avall de l'axó (propagació normal), es genera un altre impuls des del soma i es propaga cap a les porcions apicals de l'arbre dendrític o dendrites (de les quals gran part del corrent d'entrada original originat). A més de la retropropagació activa del potencial d'acció, també hi ha una propagació electrotònica passiva. Tot i que hi ha nombroses evidències que demostren l'existència de potencials d'acció de retropropagació, la funció d'aquests potencials d'acció i fins a quin punt envaeixen les dendrites més distals segueixen sent molt controvertides.
Quan els potencials postsinàptics excitadors graduats (EPSP) despolaritzen el soma fins al llindar d'espiga al turó de l'axó, en primer lloc, l'axó experimenta un impuls de propagació a través de les propietats elèctriques dels seus canals de sodi i potassi dependents de voltatge. Un potencial d'acció es produeix primer a l'axó, ja que la investigació il·lustra que els canals de sodi de les dendrites presenten un llindar més alt que els de la membrana de l'axó (Rapp et al., 1996). A més, els canals de sodi dependents de voltatge de les membranes dendrítiques que tenen un llindar més alt ajuden a evitar que desencadenin un potencial d'acció de l'entrada sinàptica. En canvi, només quan el soma es despolaritzi prou per acumular potencials graduats i disparar un potencial d'acció axonal aquests canals s'activaran per propagar un senyal que viatja cap enrere (Rapp et al. 1996). En general, els EPSP de l'activació sinàptica no són prou grans per activar els canals de calci dendrítics dependents de voltatge (generalment de l'ordre d'un parell de mil·liampers cadascun), de manera que normalment es creu que la retropropagació només es produeix quan la cèl·lula s'activa per disparar un potencial d'acció. Aquests canals de sodi de les dendrites són abundants en certs tipus de neurones, especialment cèl·lules mitrals i piramidals, i s'inactiven ràpidament. Inicialment, es pensava que un potencial d'acció només podia viatjar per l'axó en una direcció (cap al terminal de l'axó on finalment va indicar l'alliberament de neurotransmissors). Tanmateix, investigacions recents han proporcionat proves de l'existència de potencials d'acció de propagació cap enrere (Staley 2004).
Tot i que un potencial d'acció de retropropagació pot suposar que pot causar canvis en el pes de les connexions presinàptiques, no hi ha un mecanisme senzill perquè un senyal d'error es propagui a través de múltiples capes de neurones, com en l'algorisme de retropropagació de l'ordinador. Tanmateix, les topologies lineals simples han demostrat que és possible un càlcul efectiu mitjançant la retropropagació del senyal en aquest sentit biològic.